# Pseudambasia kalaupapa
Pseudambasia kalaupapa is een vlokreeftensoort uit de familie van de Lysianassidae. De wetenschappelijke naam van de soort is voor het eerst geldig gepubliceerd in 2007 door Longenecker & Bolick.